# Боривој Вуков
Боривој Вуков (Сента, 8. јул 1929 — Београд, 1. јул 2010) био је југословенски и српски рвач.

## Биографија
Био је члан рвачког клуба Партизан од 1950. године. Као члан рвачке репрезентације Југославије, освојио је више медаља са светских, европских и регионалних такмичења. Учесник три Олимпијаде 1952, 1956 и 1960. године. Има две медаље са Светских првенстава, злато у Шведској 1963. и бронзана медаља у Мађарској 1958. године. Са освојених 14 титула државног првака нашао се у Гинисовој књизи рекорда.
Био је потпуковник војске, професор у Војној гимназији и на Војној Академији, учитељ и тренер многих прослављених рвача. Носилац је великог броја признања и одликовања: Орден рада са златним венцем, Орден југословенске заставе са златном звездом на огрлици и Мајске награде.
Преминуо је 1. јула 2010. године у Београду на Војномедицинској академији. Сахрањен је у Алеји заслужних грађана на Новом гробљу у Београду. Једна улица у београдској општини Палилула носи назив по њему.